# Artem Hordijenko
Artem Oleksandrovyč Hordijenko (in ucraino Артем Олександрович Гордієнко?; Krasnyj Luč, 4 marzo 1991) è un ex calciatore ucraino, di ruolo centrocampista.

## Palmarès

### Club

#### Competizioni nazionali
- Campionato moldavo: 1

Sheriff Tiraspol: 2019